# عینطورین
عینطورین (به عربی: عینطورین) یک منطقهٔ مسکونی در لبنان است که در استان شمالی لبنان واقع شده‌است.

## خصوصیات
عینطورین ۱٬۲۸۰ متر بالاتر از سطح دریا واقع شده‌است.